# Ponad wszystko (film)
Ponad wszystko (ang. Everything, Everything) – amerykański melodramat z 2017 roku w reżyserii Stelli Meghie, powstały na podstawie powieści Nicoli Yoon Everything, Everything z 2015 roku. Wyprodukowany przez wytwórnie Metro-Goldwyn-Mayer i Alloy Entertainment. Główne role w filmie zagrali Amandla Stenberg i Nick Robinson.
Premiera filmu odbyła się 19 maja 2017 w Stanach Zjednoczonych. W Polsce premiera filmu odbyła się 9 czerwca 2017.

## Opis fabuły
Film opisuje historię osiemnastoletniej Maddy Whittier (Amandla Stenberg), która ma wielką wyobraźnię i jest ciekawa świata. Dziewczyna cierpi na bardzo rzadką chorobę – niedobór odporności, który zmusza ją do unikania kontaktu ze wszelkimi czynnikami zakaźnymi. Od lat nie wychodzi z domu zaprojektowanego przez jej matkę Pauline (Anika Noni Rose). Wszystko zmienia się, kiedy jej sąsiadem zostaje przystojny Olly Bright (Nick Robinson). Między młodymi od razu nawiązuje się nić porozumienia. Chłopak nie zamierza pozwolić, by coś stanęło na przeszkodzie ich znajomości. Choć zakochani patrzą na siebie przez szyby, bez szansy na dotyk, łączy ich wyjątkowo silna więź. Pragną wspólnie doświadczyć pierwszej miłości. Wiedzą, że konsekwencje mogą być poważne, ale postanawiają podjąć ryzyko, aby zostać razem.

## Obsada
- Amandla Stenberg jako Maddy Whittier
- Nick Robinson jako Olly Bright
- Anika Noni Rose jako doktor Pauline Whittier, matka Maddy
- Ana de la Reguera jako Carla, pielęgniarka Maddy
- Taylor Hickson jako Kara Bright, młodsza siostra Olly’ego
- Danube R. Hermosillo jako Rosa
- Dan Payne jako Joe
- Fiona Loewi jako Mae

i inni.

## Produkcja
Zdjęcia do filmu kręcono w Puerto Vallarta i San Francisco w Meksyku oraz w Vancouver w Kanadzie, natomiast okres zdjęciowy trwał od września do października 2016 roku.

## Odbiór

### Krytyka w mediach
Film Ponad wszystko spotkał się z mieszanymi recenzjami od krytyków. W serwisie Rotten Tomatoes średnia ocen filmu wyniosła 47% ze średnią oceną 5,4 na 10. Na portalu Metacritic średnia ocen wyniosła 52 punktów na 100.